# Barrage de Koçköprü
Le barrage de Koçköprü est un barrage en Turquie. La rivière de Zilan (Zilan Çayı) ou rivière d'Ilıca (Ilıca Çayı) se jette dans le lac de Van aux environs d'Erciş à environ 17 km en aval du barrage.

## Sources
- (tr) « Koçköprü Barajı », sur Agence gouvernementale turque des travaux hydrauliques (DSİ)